# Эдж (остров)
Эдж (норв. Edgeøya) — необитаемый остров в составе архипелага Шпицберген, расположенный в юго-восточной его части. Имеет площадь 5074 км², что делает его третьим по величине в архипелаге. Назван в честь Томаса Эджа (1587/1588—1624), английского торговца и китобоя, который открыл остров в 1613 году (вероятно, вторично, после поморов).

## География и климат

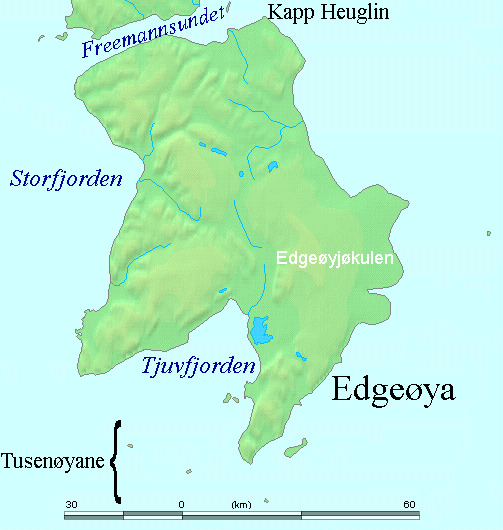
Карта острова Эдж

Остров образован в основном песчаниками и сланцами. 1880 км² его территории покрыто ледниками, среди которых полупокровные с выводными языками: Стуне, ледник Короля Юхана и другие. Остальная часть острова представляет собой арктические пустыни и тундры с преобладанием мхов и лишайников. Крупнейшими заливами острова являются: Хьювфьорд, Стур-фьорд и Блофьорд.

## История
Остров был издавна известен на Русском Севере и носил там название Малый Берун.
В мае 1743 года на соседнем с Эдж острове Полумесяца высадились четверо русских зверобоев из Мезени: кормщик Алексей Иньков 47 лет, его крестник Хрисанф Иньков 23 лет, матросы Степан Шарапов 35 лет и Фёдор Веригин 30 лет, судно которых затёрло льдами недалеко от его берегов. На острове они обнаружили родники, а также вместительную избу с русской печью, построенную задолго до них.
В течение более чем 6 лет, располагая всего одним кремнёвым ружьём с 12 патронами, единственным топором и несколькими ножами, не имея никаких припасов, кроме 20 фунтов муки, поморы пытались выжить на необитаемом острове, занимаясь охотой на медведей, моржей и тюленей, ловлей песцов и заготовкой шкур. Из выброшенного на берег океаном дерева и досок с гвоздями они изготовили рабочие инструменты, рогатину и лук со стрелами, который использовали, когда кончились заряды к ружью. Потеряв в 1748 году одного из товарищей, Фёдора Веригина, умершего от цинги, они дождались, наконец, подмоги в виде случайно остановившегося у острова русского торгового корабля, 28 сентября 1749 года доставившего трёх «робинзонов» в Архангельск.
В 1760 году проживавший в России французский учёный Пьер Людовик Леруа опубликовал на немецком языке в Риге и Митаве сочинение, переизданное в 1766 году на французском в Санкт-Петербурге, а в русском переводе 1772 года получившее название «Приключения четырёх российских матросов, к острову Ост-Шпицбергену бурею принесённых, где они шесть лет и три месяца прожили». В 1766 году ле Руа назвал этот остров (Эдж) Алексеевский в честь русского помора Алексея Инькова — одного из живших 6 лет на Шпицбергене.
В 1954 году по мотивам этой истории был снят художественный фильм «Море студёное».
В 2003 году американский альпинист и скалолаз Дэвид Робертс опубликовал в Нью-Йорке книгу «Четверо против Арктики. 6 лет потерпевших кораблекрушение на вершине мира», посвящённую судьбе вышеупомянутых русских зимовщиков. Робертс своими исследованиями опроверг теорию о том, что морякам пришлось жить на Эдже; согласно его выводам, они жили на острове Полумесяца.